# Bangalas
Os bangalas (singular:  Mongala) são um grupo de diferentes grupos étnicos que habita a República Democrática do Congo, República Centro-Africana, Uganda, Sudão do Sul e a República do Congo. Além disso, este grupo partilha duas línguas veiculares, nomeadamente o lingala e o bangala. Bangala é também um grupo etnolinguístico.